# Hochbühel (Südliche Böhmerwaldausläufer)
Der Hochbühel ist ein 877 m ü. A. hoher Berg der Südlichen Böhmerwaldausläufer in Oberösterreich.

## Lage und Umgebung
Der Hochbühel gehört zu den Gemeinden Aigen-Schlägl, Peilstein im Mühlviertel und Ulrichsberg im Bezirk Rohrbach. Er liegt in den Einzugsgebieten des Kirchbachs und des Zaglauer Bachs.
Er ist Teil der 22.302 Hektar großen Important Bird Area Böhmerwald und Mühltal.
Die Wanderreitroute Böhmerwald – Große Mühl führt über den Hochbühel.

## Geologie
In geologischer Hinsicht ist der Hochbühel von Mauthausner Granit, Titanfleckengranit, Titanfleckendiorit und Grobkorngneis geprägt.